# نادي أودنسه
نادي أودنسه الكروي (بالدنماركية: Odense Boldklub) نادي كرة قدم دنماركي يلعب في دوري الدرجة الممتازة . تم تأسيس النادي في سنة 1887 .